# Guadalcanalfluiter
De guadalcanalfluiter (Pachycephala implicata) is een zangvogel uit de familie Pachycephalidae (dikkoppen en fluiters). De soort is nu opgesplitst in twee soorten, de bougainvillefluiter (P. richardi) werd eerder als ondersoort van deze soort beschouwd.

## Kenmerken
De vogel is gemiddeld 16,5 cm lang en weegt 33 tot 38 g. Het mannetje heeft een zwarte kop en is verder van boven donker olijfkleurig. de borst is donkergrijs en daaronder op de buik wat lichter olijfkleurig tot gelig. Het vrouwtje heeft een gele buik.

## Verspreiding en leefgebied
Deze soort is endemisch op het eiland Guadalcanal in de Salomonseilanden. Het leefgebied bestaat uit montaan bos en nevelwoud tussen de 1200 en 2000 m boven de zeespiegel.

## Status
De guadalcanalfluiter heeft een klein verspreidingsgebied. De vogel is niet zeldzaam maar de grootte van de populatie is niet geschat. De aantallen blijven stabiel en daarom staat deze soort als niet bedreigd op de Rode Lijst van de IUCN.